# Гезати
Гезати (груз. გეზათი) — село в Грузии, на территории Абашского муниципалитета края (мхаре) Самегрело-Верхняя Сванетия.

## География
Село находится в западной части Грузии, на правом берегу реки Цхенисцкали, на расстоянии приблизительно 3 километров (по прямой) к востоко-северо-востоку от города Абаша, административного центра муниципалитета. Абсолютная высота — 44 метра над уровнем моря.

## Население
По результатам официальной переписи населения 2014 года в Гезати проживало 337 человек (168 мужчин и 169 женщин). В национальном составе грузины составляли 99,7 %.
| Год  | Население, человек |
| ---- | ------------------ |
| 2002 | 426                |
| 2014 | ↘ 337              |